# René Hérisson
Pour les articles homonymes, voir Hérisson (homonymie).

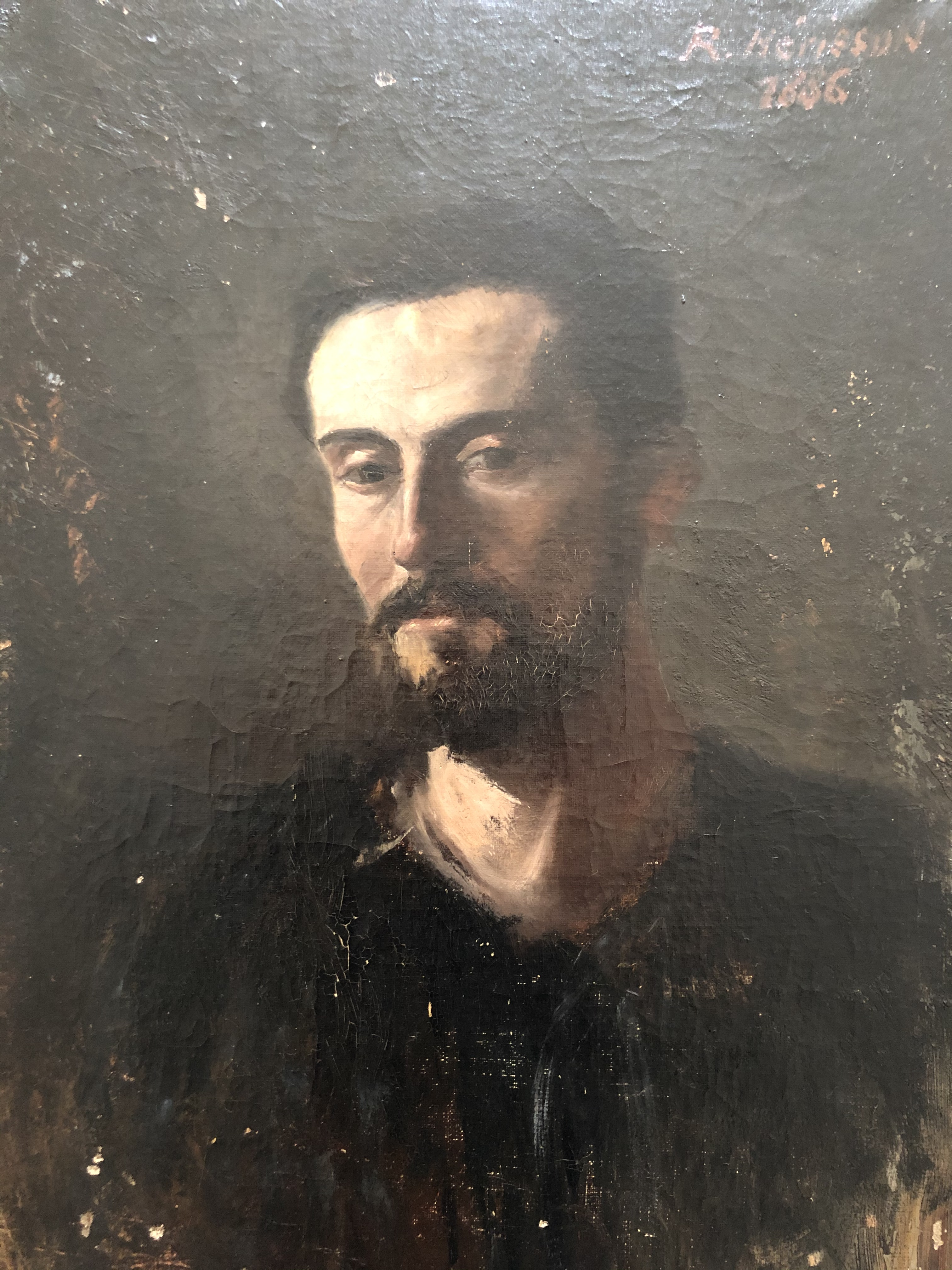
Autoportrait 1886 (coll. particulière)

René Herisson (né à Cognac (Charente) le 24 mai 1857 - décédé le 4 janvier 1940 ) est un poète et peintre animalier français.

## Biographie
En 1896, il crée "Les Amis des Arts", un club de peinture cognaçais, entouré d'un groupe de peintres et d'élèves.
Il expose régulièrement au salon de Paris.
Il a aussi écrit, sous le pseudonyme d'Henri Sorsène.

## Œuvres
Il a peint des huiles sur toile comme La Verrerie Claude Boucher visible au musée des arts du cognac.
Il est notamment connu pour sa peinture animalière. Ainsi, au Jardin des plantes, il réalisait des dessins sur le vif dont un certain nombre sont au muséum national d'histoire naturelle de Paris.
Le musée de Cognac possède soixante-six de ses œuvres, peintures et dessins au crayon ou à la plume.